# Дембе-Вельке (гміна)
Гміна Дембе-Вельке (пол. Gmina Dębe Wielkie) — сільська гміна у центральній Польщі. Належить до Мінського повіту Мазовецького воєводства.
Станом на 31 грудня 2011 у гміні проживало 9279 осіб.

## Площа
Згідно з даними за 2007 рік площа гміни становила 77.88 км², у тому числі:
- орні землі: 67.00%
- ліси: 24.00%

Таким чином, площа гміни становить 6.69% площі повіту.

## Населення
Станом на 31 грудня 2011:
| Опис     | Загалом | Загалом | Чоловіки | Чоловіки | Жінки | Жінки |
| -------- | ------- | ------- | -------- | -------- | ----- | ----- |
| одиниця  | осіб    | %       | осіб     | %        | осіб  | %     |
| все      | 9279    | 100     | 4632     | 49.92    | 4647  | 50.08 |
| міське   | 0       | 100     | 0        |          | 0     |       |
| сільське | 9279    | 100     | 4632     | 49.92    | 4647  | 50.08 |

## Сусідні гміни
Гміна Дембе-Вельке межує з такими гмінами: Вйонзовна, Галінув, Зельонка, Мінськ-Мазовецький, Станіславув.